# Phyllachora yunnanensis
Phyllachora yunnanensis är en svampart som beskrevs av Na Liu & L. Guo 2006. Phyllachora yunnanensis ingår i släktet Phyllachora och familjen Phyllachoraceae.   Inga underarter finns listade i Catalogue of Life.